# 케네스 맥밀란

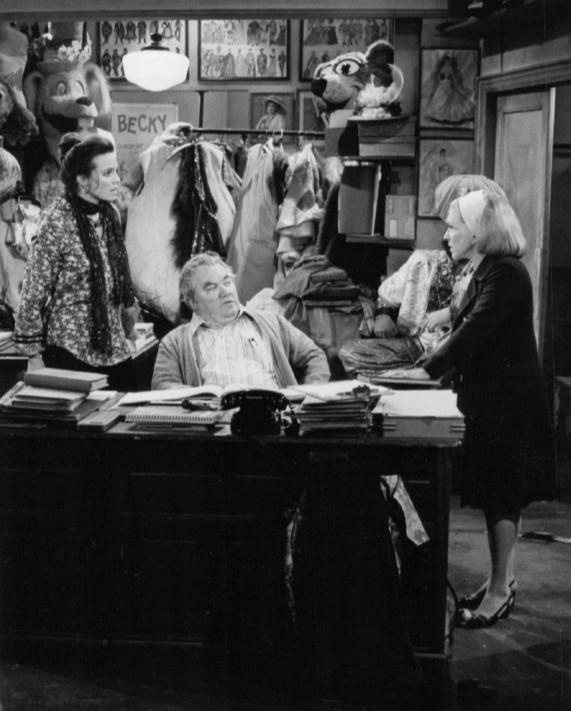

케네스 맥밀런(Kenneth McMillan, 1932년 7월 2일 ~ 1989년 1월 8일)은 미국의 배우이다.
브루클린에서 태어났으며 샌타모니카에서 사망하였다.

## 출연 작품
- 3인의 탈주자 (1989년) - 닥터 호바스 역
- 대통령을 만드는 사람들 (1988년)
- 메론 (1987년)
- 무장과 위험 (1986년)
- 캣츠 아이 (1985년)
- 폭주 기관차 (1985년) - 에디 맥도널드 역
- 사구 (1984년)
- 프로토콜 (1984년)
- 레크레스 (1984년)
- 아마데우스 (1984년) - 마이클 슈럼베르크 역
- 메이저 리그의 말괄량이 (1983년)
- 게리의 선택 (1983년)
- 그리니치의 건달들 (1983년)
- 클레어보이언트 (1982년)
- 파트너 (1982년)
- 래그타임 (1981년)
- 내 인생은 나의 것 (1981년)
- 고백 (1981년)
- 살인 특종 (1981년)
- 하트비프 (1981년)
- 머슬 비치의 허슬러 (1980년)
- 국경선 (1980년)
- 사랑은 저 멀리 (1980년)
- 삐에로 프랭키 (1980년)
- 구두쇠와 꼬마 숙녀 (1980년) - 브래니건 역
- A Death in Canaan (1978)
- 좋은 형제들 (1978년)
- 러브 스토리 2 (1978년)
- 마틴 루터 킹 (1978년)
- 스텝포드 와이브스 (1975년)
- 지하의 하이젝킹 (1974년)

### 텔레비전
- 코작 (1976-78)